# 千帆星座
千帆星座（英語：Spacesail Constellation），也称为G60星链，是中国计划中的低地球轨道卫星互联网巨型星座，旨在构建一个覆盖全球的互联网系统。千帆星座由上海市人民政府和中国科学院支持的上海垣信卫星科技有限公司创建。该项目于2024年启动，旨在与SpaceX部署的星链卫星星座竞争。千帆星座计划最终包含超过1万5000颗卫星。

## 历史

### 背景
2019年，SpaceX首席执行官埃隆·马斯克决定部署一个位于低轨道的巨型卫星群，旨在为整个地球提供高速互联网服务，特别是地面网络服务不佳的地区。星链星座在全面部署之前就已经获得了商业成功，促使欧洲和中国也推出自己的星座。
效仿西方国家SpaceX和一网等公司的做法，中国于2016年左右开始考虑在低轨道部署通信卫星星座，提供互联网服务。同年，中国航天科技集团宣布研制鸿雁星座，第一阶段将包括320颗运行在1100公里高度运行的卫星。2018年12月，鸿雁星座首颗试验卫星成功发射。中国航天科技集团当时计划到2022年部署60颗卫星。2017年，中国另一家大型航天企业中国航天科工集团宣布开发虹云星座，初始阶段将包括156颗卫星。虹云工程技术验证卫星于2018年12月进入轨道。但这两个项目最终被放弃，中国政府于2021年9月宣布计划部署包含1万3000颗卫星的国网巨型星座。中国卫星网络集团为此成立，总部设在雄安新区。关于国网项目的信息很少，该项目受到中国政府的严格控制，其主要目标显然不是商业性的，而是战略性的。该星座的部署于2024年开始。
上海垣信卫星科技有限公司曾参加一个中德卫星星座项目“KLEO Connect”，后来该项目陷入停滞（正在进行法律诉讼）。上海垣信继续使用此项目分配的频谱，与中国科学院微小卫星创新研究院合作设立了上海格思航天科技公司（Genesat），准备创建一个新的卫星星座，也就是后来的千帆星座。

### 2023年
“千帆计划”始于11月20日首次发布的《上海市推动商业航天发展打造航天信息产业高地行动计划（2023-2025年）》，上海市政府为该项目建设筹集了67亿元人民币（9.43亿美元）的资金。该项目最初被称为G60星链，这一名称源于该计划所聚焦的G60科创走廊，而该走廊又是以G60高速公路命名的。
该巨型星座的第一颗平板卫星于2023年12月组装。这一批卫星由上海格思航天负责制造。

### 2024年
2024年8月6日14时42分，中国使用长征六号甲运载火箭发射了该项目01组18颗平板卫星，这是中国2024年第35次轨道发射。该火箭从中国太原卫星发射中心发射，把卫星送入极地轨道。中国科学院和中国航天科技集团公司均报告称，此次航天任务“圆满成功”。然而，美国太空司令部报告称，长征六号甲运载火箭上面级在发射18颗卫星后不久就解体，并在低地球轨道上形成一片由“超过300块可追踪碎片”组成的碎片云。
2024年10月15日19时06分，长征六号甲火箭将02组18颗千帆卫星发射升空进入极地轨道。
2024年11月20日，上海垣信与巴西国有通信企业Telecomunicações Brasileiras S.A.正式签署合作备忘录，千帆星座将自2026年起为巴西地区提供卫星通信服务。
2024年12月5日12时41分，03组18颗千帆卫星由长征六号甲运载火箭发射进入极地轨道。

### 2025年
2025年1月23日13时15分，06组18颗千帆卫星再次由长征六号甲发射进入极地轨道。
2025年3月12日0时38分，05组18颗千帆卫星由长征八号遥六运载火箭送入预定轨道，此次发射也是海南商业航天发射场一号发射工位首次发射。

### 未来
根据中央电视台的报道，中国计划在2025年底前发射并部署648颗卫星（36个轨道面各36颗），作为卫星群建设第一阶段1296颗卫星的一部分，最终建成的宽带多媒体卫星巨型星座将由超过1万5000颗互联网卫星组成。其中，108颗卫星计划于2024年部署，分别发射36颗和54颗互联网卫星，并在“Ku、Q和V”波段运行。
运营拓展方面，上海垣信正在与30多个国家的政府关于提供服务展开磋商。
该系统还计划附加有限频率和轨道位置，并提供数据安全性。中国人民解放军表示，可能将该巨型星座用于军事用途，类似于俄罗斯入侵乌克兰期间星链为乌克兰武装部队提供的通信服务。

## 发射
| 卫星组别     | 卫星数量 | 发射时间 (UTC+8)        | 运载器         | 发射场                         | 目标轨道       | 状态   | 备注   |
| ------------ | -------- | ----------------------- | -------------- | ------------------------------ | -------------- | ------ | ------ |
| 千帆极轨01组 | 18       | 2024年8月6日 14时42分   | 长征六号甲 Y21 | 太原卫星发射中心 9A发射工位    | 极地轨道 POLAR | 运行中 | [ 20 ] |
| 千帆极轨02组 | 18       | 2024年10月15日 19时06分 | 长征六号甲 Y20 | 太原卫星发射中心 9A发射工位    | 极地轨道 POLAR | 运行中 | [ 21 ] |
| 千帆极轨03组 | 18       | 2024年12月5日 12时41分  | 长征六号甲 Y22 | 太原卫星发射中心 9A发射工位    | 极地轨道 POLAR | 运行中 | [ 22 ] |
| 千帆极轨06组 | 18       | 2025年1月23日 13时15分  | 长征六号甲 Y6  | 太原卫星发射中心 9A发射工位    | 极地轨道 POLAR | 运行中 | [ 16 ] |
| 千帆极轨05组 | 18       | 2025年3月12日 0时38分   | 长征八号 Y6    | 海南商业航天发射场 1号发射工位 | 极地轨道 POLAR | 运行中 | [ 17 ] |

## 对天文学的影响
千帆卫星非常明亮，对观测天文学构成了威胁。在目前的亮度下，航天器将在摄影研究图像上留下无法通过软件消除的条纹。由于它们肉眼可见，因此也会影响对夜空的审美欣赏。其他航天器运营商已降低卫星亮度，以减少其对天文学的影响。